# Selección femenina de baloncesto del Perú

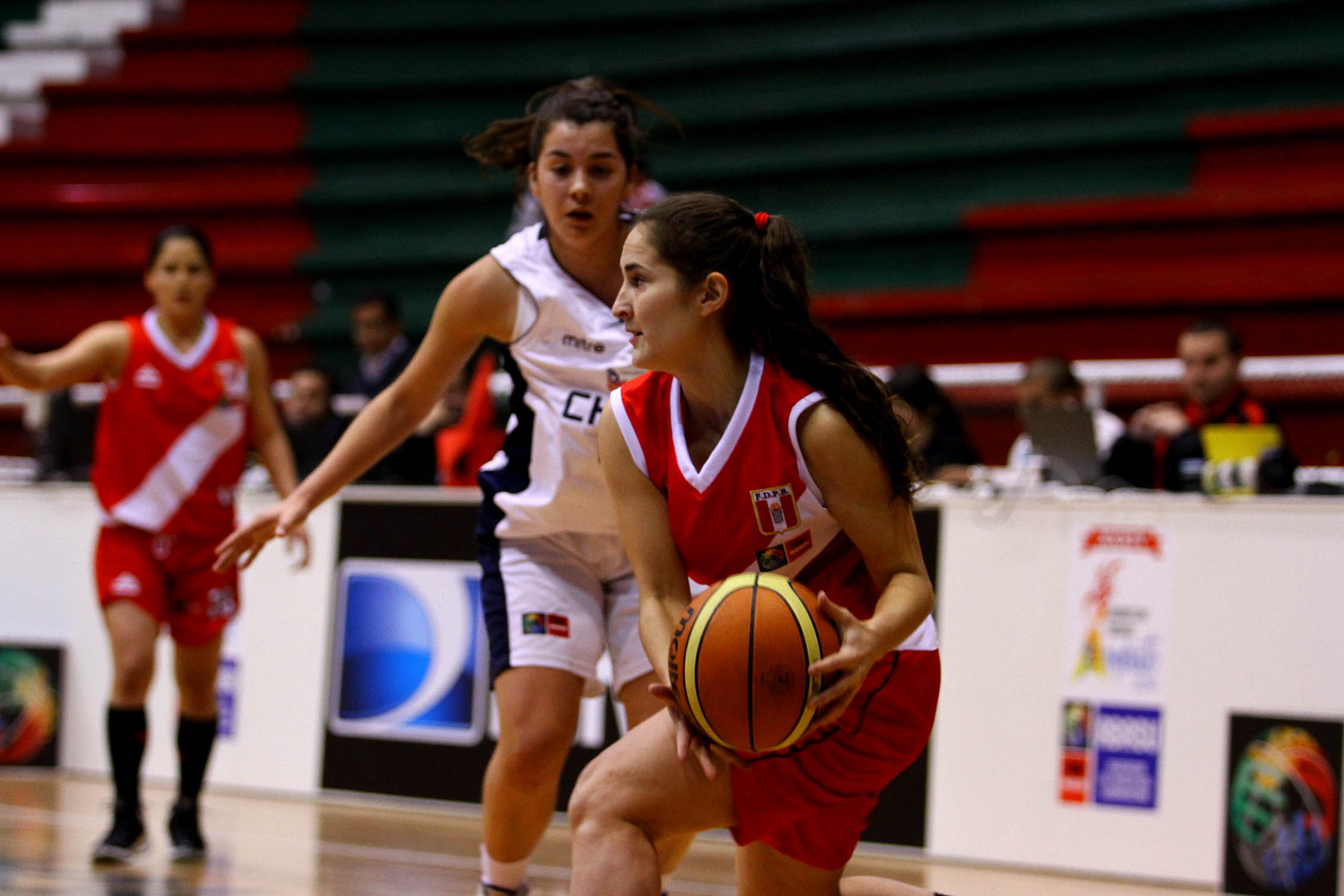
Partido de Chile contra Perú en el Campeonato Sudamericano de Baloncesto Femenino de 2014.

La selección femenina de baloncesto del Perú es el equipo representativo del país en las competiciones oficiales de baloncesto. Su organización está a cargo de la Federación Peruana de Basketball, la cual es miembro de FIBA Américas y de la Federación Internacional de Baloncesto.
La selección participa cada dos años en el Campeonato Sudamericano de Baloncesto Femenino. Su mejor participación en este torneo ha sido en la edición de 1977 cuando obtuvo el título del campeonato.

## Historial

### Copa Mundial de Baloncesto Femenino
| Copa Mundial de Baloncesto Femenino | Copa Mundial de Baloncesto Femenino | Copa Mundial de Baloncesto Femenino | Copa Mundial de Baloncesto Femenino | Copa Mundial de Baloncesto Femenino | Copa Mundial de Baloncesto Femenino |
| ----------------------------------- | ----------------------------------- | ----------------------------------- | ----------------------------------- | ----------------------------------- | ----------------------------------- |
| 1953:                               | 7.º Lugar                           | 1957:                               | 11.º Lugar                          | 1959:                               | 7.º Lugar                           |
| 1964:                               | 13.º Lugar                          | 1967:                               | No calificó                         | 1971:                               | No calificó                         |
| 1975:                               | No calificó                         | 1979:                               | No calificó                         | 1983:                               | No calificó                         |
| 1986:                               | No calificó                         | 1990:                               | No calificó                         | 1994:                               | No calificó                         |
| 1998:                               | No calificó                         | 2002:                               | No calificó                         | 2006:                               | No calificó                         |
| 2010:                               | No calificó                         | 2014:                               | No calificó                         |                                     |                                     |

### Campeonato FIBA Américas Femenino
| Campeonato FIBA Américas Femenino | Campeonato FIBA Américas Femenino | Campeonato FIBA Américas Femenino | Campeonato FIBA Américas Femenino | Campeonato FIBA Américas Femenino | Campeonato FIBA Américas Femenino |
| --------------------------------- | --------------------------------- | --------------------------------- | --------------------------------- | --------------------------------- | --------------------------------- |
| 1989:                             | 8.º Lugar                         | 1993:                             | No calificó                       | 1995:                             | No calificó                       |
| 1997:                             | No calificó                       | 1999:                             | No calificó                       | 2001:                             | No calificó                       |
| 2003:                             | No calificó                       | 2005:                             | No calificó                       | 2007:                             | No calificó                       |
| 2009:                             | No calificó                       | 2011:                             | No calificó                       | 2013:                             | No calificó                       |
| 2015:                             | No calificó                       |                                   |                                   |                                   |                                   |

### Juegos Panamericanos
| 1955: | No calificó | 1959: | No calificó | 1963: | No calificó |  |  |
| 1967: | No calificó | 1971: | No calificó | 1975: | No calificó |  |  |
| 1979: | No calificó | 1983: | No calificó | 1987: | 6.º Lugar   |  |  |
| 1991: | No calificó | 1999: | No calificó | 2003: | No calificó |  |  |
| 2007: | No calificó | 2011: | No calificó | 2015: | No calificó |  |  |

### Campeonato Sudamericano de Baloncesto Femenino
| Campeonato Sudamericano de Baloncesto Femenino | Campeonato Sudamericano de Baloncesto Femenino | Campeonato Sudamericano de Baloncesto Femenino | Campeonato Sudamericano de Baloncesto Femenino | Campeonato Sudamericano de Baloncesto Femenino | Campeonato Sudamericano de Baloncesto Femenino |
| ---------------------------------------------- | ---------------------------------------------- | ---------------------------------------------- | ---------------------------------------------- | ---------------------------------------------- | ---------------------------------------------- |
| 1946:                                          | No calificó                                    | 1948:                                          | Medalla de bronce                              | 1950:                                          | Medalla de bronce                              |
| 1952:                                          | 5.º Lugar                                      | 1954:                                          | 4.º Lugar                                      | 1956:                                          | 6.º Lugar                                      |
| 1958:                                          | 5.º Lugar                                      | 1960:                                          | Medalla de bronce                              | 1962:                                          | 5.º Lugar                                      |
| 1965:                                          | Medalla de bronce                              | 1967:                                          | Medalla de bronce                              | 1968:                                          | 5.º Lugar                                      |
| 1970:                                          | 6.º Lugar                                      | 1972:                                          | Medalla de plata                               | 1974:                                          | 4.º Lugar                                      |
| 1977:                                          | Medalla de oro                                 | 1978:                                          | No calificó                                    | 1981:                                          | Medalla de plata                               |
| 1984:                                          | Medalla de bronce                              | 1986:                                          | Medalla de plata                               | 1989:                                          | Medalla de plata                               |
| 1991:                                          | No calificó                                    | 1993:                                          | No calificó                                    | 1995:                                          | No calificó                                    |
| 1997:                                          | 7.º Lugar                                      | 1999:                                          | No calificó                                    | 2001:                                          | No calificó                                    |
| 2003:                                          | 6.º Lugar                                      | 2005:                                          | No calificó                                    | 2006:                                          | 7.º Lugar                                      |
| 2008:                                          | No calificó                                    | 2010:                                          | No calificó                                    | 2013:                                          | 8.º Lugar                                      |
| 2014:                                          | 8.º Lugar                                      | 2016:                                          | 9.º Lugar                                      |                                                |                                                |

## Palmarés
| Competición internacional                      |                |                            |                                        |
| ---------------------------------------------- | -------------- | -------------------------- | -------------------------------------- |
| Campeonato Sudamericano de Baloncesto Femenino | 1 (1977)       | 4 (1972, 1981, 1986, 1989) | 6 (1948, 1950, 1960, 1965, 1967, 1984) |
| Juegos Sudamericanos                           | 1 (1982)       |                            |                                        |
| Juegos Bolivarianos                            | 2 (1961, 1981) |                            |                                        |

### Maxibasket
| Competición internacional        |  |  |              |
| -------------------------------- |  |  | ------------ |
| Campeonato Mundial de Maxibasket |  |  | 1 (2019 M55) |